# Dubovo (gmina Žitorađa)
Dubovo (cyr. Дубово) – wieś w Serbii, w okręgu toplickim, w gminie Žitorađa. W 2011 roku liczyła 463 mieszkańców.